# 伊格利區

伊格利區（阿拉伯语：‎），是阿爾及利亞的行政區，位於該國西部，由貝沙爾省負責管轄，首府設於伊格利，面積6,220平方公里，2008年人口6,833，人口密度每平方公里1.1人。